# Bernard Murat (homme politique)
Pour les articles homonymes, voir Bernard Murat et Murat.
Bernard Murat, né le 19 février 1946 à Brive-la-Gaillarde et mort le 27 avril 2018 à Pessac, est un homme politique français. Il est député de Corrèze de 1993 à 1997, maire de Brive-la-Gaillarde de 1995 à 2008 et sénateur de 1998 à 2008. 
Membre du RPR, puis de l'UMP, il est décrit comme un des plus proches de Jacques Chirac.

## Mandats
- Maire de Brive-la-Gaillarde de 1995 à 2008
- Président de la communauté d'agglomération de Brive de 2001 à 2008
- Député de 1993 à 1997
- Sénateur de 1998 à 2008
- Conseiller général du canton de Brive-la-Gaillarde-Centre de 1992 à 1995 (démission)
- Vice-président du conseil général de la Corrèze de 1992 à 1995 (démission)

## Biographie
Ayant vécu toute sa vie à Brive, il affirma : « Je peux m'y promener les yeux bandés en sachant toujours où je suis ». Il fit une partie de ses études à l'abbaye-école de Sorèze de 1962 à 1965.
Il est devenu directeur commercial médical chez Merlin et directeur général de Merlin de 1973 à 1986. 
Il fut, de 1983 à 1992, directeur général, puis vice-président de la filiale européenne du groupe américain United States Surgical Corporation.
Il est repéré par Jacques Chirac à la suite de sa victoire surprise lors des cantonales de 1992. Il se présente alors à la députation en 1993, et il l'emporte devant Jean Charbonnel, puis comme tête de liste aux élections municipales de 1995, qu'il remporte, avant d'être réélu en 2001. 
Bernard Murat se présente aux élections municipales de 2014, sous la bannière divers droite, Frédéric Soulier est arrivé en tête du premier tour avec 46 % des voix, devant le maire sortant, le socialiste Philippe Nauche (34 %). Avec 12 %, l'ancien maire Bernard Murat peut provoquer une triangulaire au second tour,.
Il décède le 28 avril 2018 des suites d'un malaise cardiaque,. 
Ses obsèques sont célébrées dans la collégiale Saint-Martin de Brive-la-Gaillarde en présence du président du Sénat Gérard Larcher.